# Hold Me (Zard)
Hold Me è il terzo album in studio della cantante giapponese Zard, pubblicato nel 1992.

## Tracce
1. Nemurenai Yoru wo Daite (眠れない夜を抱いて?) – 4:28
2. Dareka ga Matteru (誰かが待ってる?) – 3:55
3. Sayonara Ienakute (サヨナラ言えなくて?) – 4:02
4. Ano Hohoemi wo Wasurenai de (あの微笑みを忘れないで?) – 4:26
5. Sukina you ni Odoritai no (好きなように踊りたいの?) – 4:23
6. Dangerous Tonight – 4:13
7. Konna ni Aishite mo (こんなに愛しても?) – 5:00 (musica: Kuribayashi) – Akashi
8. Why Don't You Leave Me Alone – 3:24
9. Ai wa Nemutteru (愛は眠ってる?) – 3:39
10. Tooi Hi no Nostalgia (遠い日のNostalgia?) – 5:49
11. So Together – 5:02